# Османо-мамлюкская война (1485—1491)
Пе́рвая осма́но-мамлю́кская война́ — война между Османской империей и Мамлюкским султанатом, шедшая  в 1485—1491 годы.

## Предыстория
Отношения османов и мамлюков большой период времени были враждебными: оба государства соперничали за контроль над «Дорогой специй», а турки намеревались завоевать священные города ислама. Когда Баязид II взошёл на трон, его брат Джем-султан восстал против брата и потерпел поражение в битве и бежал во владения Рамазаногуллары, вассалов мамлюкского султана Кайт-бея.
Конфликт начался после нападения войск правителя бейлика Дулкадир Алауддевле Бозкурта на Малатью, которая принадлежала Мамлюкскому султанату. В первой битве у Эльбистана (23 сентября 1484 года) османы в союзе с Бозкуртом нанесли мамлюкам поражение, но Малатья не была захвачена.

## Ход войны
В первом наступлении участвовали как османский флот, так и сухопутная армия, которой командовал Карамани Мехмед-паша. Сухопутные войска, состоявшие в основном из провинциальных солдат, подчинили мятежные племена тургутлу и васак, а также захватили несколько крепостей в Киликии. 9 февраля 1486 года около города Адана османская армия потерпела поражение.
Затем султан Баязид II отправил подкрепление из Стамбула, состоявшее в основном из янычар, под командованием своего зятя Херсекли Ахмед-паши. Однако, в новой битве под Аданой (15 марта 1486), османы были разгромлены и Мехмед-паша бежал с поля боя, а Херсекли Ахмед-паша попал в плен и Киликия снова перешла под контроль мамлюков.
В 1487 году османы предприняли новое наступление под командованием Коджа Давуд-паши, который подавил восстание мятежных племен тургутлу и вашак.
В 1488 году османы предприняли третье наступление, которое велось, как с суши, так и с моря. Флотом командовал освобождённый из плена Герсекли Ахмед-паша, который был назначен новым главнокомандующим флота, а сухопутную армию возглавил Хадым Али-паша. Перед тем, как начать наступление османы предложили венецианцам арендовать порт Фамагусту, но венецианцы отвергли это предложение и усили защиту Кипра своим флотом.
Из-за последующего шторма большая часть османского флота затонула, оставив их без морской поддержки. Наступление сухопутной армии было успешным, поскольку османы вернули под свою власть Киликию. 26 августа 1488 года две армии встретились в районе города Адана, около которой произошло новое сражение. В сражении османская армия потеснила левое крыло мамлюкской армии, но османы отступили из-за неудачи на правом крыле своего войска. Большинство командиров провинциальных солдат были вызваны в Стамбул и заключены в крепость Румели. Город Адана был захвачен мамлюками после осады, которая продолжалась 3 месяца, но один из отрядов мамлюкского войска был уничтожен войсками Ахмет-паши. Несмотря на его успех, Киликия все еще находилась в руках мамлюков, а мятежные племена перешли на сторону мамлюков.
В 1490 году мамлюки начали наступление и осадили Кайсери, но осада была снята, после того, как Ахмет-паша выдвинул свою армию в сторону Кайсери. Сняв осаду, мамлюки вернулись в Адану.

## Завершение
Война завершилась на фоне военных тупиков и подписанием мирного договора и сохранением статуса кво. Османская империя во главе с султаном Баязидом II не смогла добиться завоевания мамлюков вплоть до второй османо-мамлюкской войны 1516—1517, в результате которой Мамлюкский султанат был включён в состав Османской империи.

## Значение
Война продемонстрировала напряжённые отношения турок-османов и египтян (мамлюков) и модернизированность войск Османской империи. Одним из итогов войны стало прекращение османских вторжений в Киликию, что означало  фактическую победу мамлюков в войне.